# Comtat de Pallars
El comtat de Pallars fou un dels comtats catalans que es constituí en el territori de la Gòtia després de la conquesta franca. Aquest comtat estava situat a la conca alta de la Noguera Pallaresa, entre la cresta del Pirineu i la conca de Tremp, incloent-hi la Vall d'Àneu, la Vall de Cardós i la Vall Ferrera, així com la vora esquerra de la Noguera Ribagorçana i la vall del Flamisell.

## El domini tolosà
A principis del segle ix, després de dues incursions, els anys 802 i 803, el comte Guillem I de Tolosa conquerí els territoris de Pallars i Ribagorça als àrabs, i els incorporà el 804 al comtat de Tolosa, on hi formaren una unitat administrativa.
Al Pallars i a la Ribagorça, els comtes de Tolosa hi actuaren com un poder gairebé sobirà; així, atorgaren uns privilegis als monestirs de la regió força semblants als concedits per la cort carolíngia. Sota el domini tolosà foren fundats els monestirs de Gerri, a la vall de la Noguera Pallaresa (807), de Senterada, al Flamicell, i d'Alaó, a la Noguera Ribagorçana. Per la seva banda, mitjançant l'expedició d'un precepte, Carlemany va incloure el Pallars i la Ribagorça dins del bisbat d'Urgell.
El 806, Guillem I de Tolosa abdicà i es feu monjo; els seus successors foren Bigó de Tolosa (806-816), Berenguer de Tolosa (816-835) i Bernat de Septimània (835-844). Fou durant l'administració del darrer, ajusticiat per Lluís el Pietós el 844, que es visqué la rebel·lió respecte de Tolosa del comte Galí I Asnar, fill del comte d'Urgell Asnar I Galí, a qui succeí en els comtats d'Urgell i de Cerdanya. El comte Galí d'Urgell i aprofità les desavinences entre l'emperador franc Lluís i el Pietós i els seus fills, a més del rebuig dels clans aristocràtics pallaresos i ribagorçans envers el comte de Tolosa, per tal d'apropiar-se dels pagi del Pallars i Ribagorça i trencar els llaços de dependència amb els francs.

## La independència de Pallars i Ribagorça
Asnar Galí, tot i haver perdut Urgell i Cerdanya, concedits el 834 al bel·lònida Sunifred d'Urgell-Cerdanya per Lluís el Pietós, va aconseguir resistir a Pallars i Ribagorça fins al 844, quan el n'expulsà el comte Frèdol de Tolosa. Frèdol concedí privilegis importants a Santa Maria de Gerri i a Santa Maria de Lavaix, en aquells anys conegut com a Vilanova, en uns documents que demostren una ample autogovern dels monestirs respecte del comte de Tolosa. És de poc després, 859 que apareix per primer cop un esment del comtat pallarès: in comitatu nostro Paliarensi, com diu un reconeixement de prerrogatives i franqueses a favor de Sant Pere de Burgal.
El sentiment indigenista continuà malgrat tot; el 872, el comtat de Tolosa patí una crisi de poder arran de l'assassinat del comte Bernat el Vedell per fidels de Bernat Plantapilosa, reconegut després com a comte per Carles el Calb. Llavors, un visigot local, Ramon II de Pallars-Ribagorça, se n'aprofità per independitzar els territoris sud-pirinencs del comtat i crear-hi una nissaga comtal pròpia.
La designació de l'administrador del pagus la feia el comte corresponent, que en aquest cas fou Bernat el Vedell fins al 872. A la seva mort, un germà, Fulcoald, va mantenir el poder a Llemotges sense títol oficial però conegut com a vescomte de Llemotges; un altre germà, Odó de Tolosa, rebé els comtats usurpats (comtats de Tolosa, Nimes, Carcí i Roergue) al seu pare, Bernat el Vedell, a la mort de Bernat Plantapilosa, l'any 886; Ramon II de Pallars-Ribagorça, nebot de Bernat el Vedell, fill de la seva germana Faquilena de Roergue, va mantenir el pagus de Pallars.
En virtut de les Leges Gothorum no és estrany que Fulcoald i Faquilena de Roergue mantinguessin els seus drets i honors sobre el vescomte de Llemotges i el pagus de Pallars, respectivament. La naixença, doncs, del Comtat sobirà de Pallars es pot situar en aquest any de 872, encara que la numeració comenci amb el pare de Faquilena de Roergue, Ramon I de Tolosa i de Roergue.

## El Comtat independent de Pallars
Ramon II de Pallars-Ribagorça (872-920) és el primer comte sobirà de Pallars. Segons alguns historiadors, era fill del comte Llop de Bigorra i besnet de Llop Centull, esmentat el 818 com a duc dels bascos, poble predominant a les contrades interiors del Pirineu; segons d'altres, ho era del mateix comte Bernat de Tolosa. Per tal de consolidar la seva independència, Ramon II va procurar constituir un bisbat propi al Pallars, aconseguit gràcies a les intrigues d'Esclua, i trobar aliats contra el comte de Tolosa. Bernat Plantapilosa, que aspiraven a assolir el domini sobre els seus territoris sud-pirinencs; per això, el comte de Pallars-Ribagorça va buscar influir en els estats veïns: a Navarra, va intervenir el 905 en el cop d'Estat que va entronitzar-hi el seu nebot Sanç Garcés I.
Ramon II de Pallars-Ribagorça va estrènyer vincles amb els Banu-Qasi de Saraqusta, tanmateix, el 904, Llop ibn Muhàmmad, trencant amb l'orientació seguida pel seu pare, va dirigir una ràtzia contra Pallars i Ribagorça i per això el comte va haver d'abandonar la política d'entesa amb els musulmans. Muhàmmad al-Tawil prengué l'herència a Furtun ibn Llop, fill de Llop ibn Muhàmmad, i va convertir-se en Valí de Lleida el 907, i en diversos atacs a la frontera conquerí el 907 Roda d'Isàvena i Montpedrós,
el 909 emprengué una nova ràtzia prenent la vall de l'Isàvena amb els castells i llocs d'Oliola, Ponts i Alguaire, i el 910 conquerí els castells i llocs d'Oliola, Gualter i arribant a La Seu d'Urgell.
A la mort de Ramon II (920), els seus dominis es repartiren entre els seus fills: Miró i Bernat Unifred regiren la Ribagorça, i Isarn i Llop cogovernaren el Pallars.

## La dinastia de Pallars
Isarn I de Pallars (920-948) només va deixar un fill, Guillem, que morí solter, mentre que Llop I de Pallars (920-963) es casà amb Gotruda, filla de Miró II de Cerdanya, la dinastia pallaresa va integrar-se, doncs, al tronc dels descendents de Guifré I el Pilós: el 963, Pallars apareix regit pels fills d'aquest matrimoni -Ramon II de Pallars amb Guinigenta de Conflent-, Borrell i Sunyer-, cosins germans de Bernat Tallaferro de Besalú i de Guifré II de Cerdanya. A la mort de Sunyer I de Pallars (1011), que havia sobreviscut als seus germans, el comtat passà en cogovern als seus dos fills, els quals, però, se'l dividiren quedant Ramon IV (1011-1047) al Pallars Jussà, i Guillem II (1011-1035) al Pallars Sobirà; divisió que l'evolució històrica posterior convertiria en definitiva; per tant, l'antic comtat de Pallars quedà escindit en dos: el comtat de Pallars Jussà i el comtat de Pallars Sobirà.

## Comtes de Pallars (segles IX-XI)
- Ramon II de Pallars-Ribagorça (870-920)
- Llop I de Pallars (920-947), en condomini amb el seu germà, Isarn I de Pallars (920-948)
- Ramon III de Pallars (948- d de 995), en condomini amb els seus germans, Borrell I de Pallars (948-d de 995), a la mort del qual passà el condomini al seu fill Ermengol I de Pallars (d de 995-1010), i Sunyer I de Pallars (948-1011).

Sunyer I de Pallars, que havia unificat el domini a la mort dels seus germans i el seu nebot, dividí el comtat entre els seus fills, com ja ha quedat exposat.

## El bisbat de Pallars
El 888, gràcies a l'actuació d'Esclua, bisbe intrús d'Urgell i pretés metropolità de la Tarragonesa, a instàncies del comte Ramon II de Pallars-Ribagorça es creà el bisbat de Pallars, cosa que significava sostreure els territoris de Pallars i Ribagorça a l'autoritat dels bisbes d'Urgell.
El sínode d'Urgell (892) va obligar Esclua a renunciar al bisbat d'Urgell; aleshores, es reconegué que el bisbat de Pallars subsistiria només en vida del seu titular Adolf de Pallars; tanmateix, Ató de Bigorra, fill del comte Ramon II va aconseguir succeir Adolf i regir el bisbat fins a la seva mort, el 949; llavors, la diòcesi pallaresa va extingir-se i les seves parròquies foren reintegrades al bisbat d'Urgell.

## L'escut amb l'àguila bicèfala
L'àguila bicèfala arriba al Comtat de Pallars Sobirà a partir del 1295 amb la comtessa Sibil·la I de Pallars Sobirà. Filla del comte Arnau Roger I i Lucrècia Làscaris de Ventimiglia, de la casa imperial de Nicea. En esdevenir comtessa adoptà l’escut familiar pel comtat.